# Белая Церковь (Закарпатская область)
Бе́лая Це́рковь (укр. Біла Церква, рум. Biserica Alba) — село в Солотвинской поселковой общине Тячевского района Закарпатской области Украины.
Население по переписи 2001 года составляет 3024 человека.
Занимает площадь 11,10 км².
Географические координаты:
- северная широта: 47° 57';
- восточная долгота: 23° 56';
- высота над уровнем моря: 281 м.

Культовые сооружения: католическая церковь (серого цвета), 2 комплекса Залов Царства свидетелей Иеговы. Возле села — развалины древнего монастыря. Также строится православный храм.

## Население
Большая часть населения — румыны.